# Beast of New Haven
Beast of New Haven byl profesionální americký klub ledního hokeje, který sídlil v New Havenu ve státě Connecticut. V letech 1997–1999 působil v profesionální soutěži American Hockey League. Beasts ve své poslední sezóně v AHL skončily v základní části. Své domácí zápasy odehrával v hale New Haven Coliseum s kapacitou 11 171 diváků. Klubové barvy byly světle fialová a červená.
Založen byl v roce 1997 po přestěhování Carolina Monarchs do New Havenu. Klub byl během své existence farmami celků NHL. Jmenovitě se jedná o Florida Panthers a Carolina Hurricanes.

## Umístění v jednotlivých sezonách
Stručný přehled
Zdroj: 
- 1997–1998: American Hockey League (Divize New England)

Jednotlivé ročníky
Zdroj: 
Legenda: Z – zápasy, V – výhry, VP – výhry v prodloužení, R – remízy, P – porážky, PP – porážky v prodloužení, VG – vstřelené góly, OG – obdržené góly, +/- – rozdíl skóre, B – body, fialové podbarvení – reorganizace, změna skupiny či soutěže
| USA / Kanada (1997 – 1999) |                          |        |    |    |    |   |    |    |     |     |     |    |        |            |
| Sezóny                     | Liga                     | Úroveň | Z  | V  | VP | R | PP | P  | VG  | OG  | +/- | B  | Pozice | Play-off   |
| 1997/98                    | AHL (Divize New England) | 2      | 80 | 38 | –  | 7 | 2  | 33 | 256 | 239 | +17 | 85 | 3.     | Osmifinále |
| 1998/99                    | AHL (Divize New England) | 2      | 80 | 33 | –  | 7 | 5  | 35 | 240 | 250 | -10 | 78 | 5.     | –          |